# Студзенець (Любуське воєводство)
Студзенець (пол. Studzieniec, нім. Streidelsdorf) — село в Польщі, у гміні Кожухув Новосольського повіту Любуського воєводства.
Населення — 738 осіб (2011).
У 1975-1998 роках село належало до Зеленогурського воєводства.

## Демографія
Демографічна структура станом на 31 березня 2011 року:
|          | Загалом | Допрацездатний вік | Працездатний вік | Постпрацездатний вік |
| -------- | ------- | ------------------ | ---------------- | -------------------- |
| Чоловіки | 360     | 70                 | 271              | 19                   |
| Жінки    | 378     | 87                 | 224              | 67                   |
| Разом    | 738     | 157                | 495              | 86                   |